# McCloud (série de televisão)
McCloud é um seriado de televisão que surgiu nos Estados Unidos em 1970. Foi inspirado no filme Meu nome é Coogan (1968), estrelado por Clint Eastwood.
Os episódios eram baseados nas histórias de Sam McCloud (Dennis Weaver) - delegado de Taos, Novo México, que foi mandado
à 27ª Delegacia em Manhattan, Nova York, para aprender as novas técnicas de investigação policial trabalhando para Peter B.Clifford (J.D. Canhão). 
Mas McCloud não se entregava aos costumes da cidade grande e enquanto combatia o crime com muita eficiência o policial durão continuava com o seu chapéu, botas de cowboy e casaco de pele de carneiro e não vacilava em usar os métodos rurais para prender os bandidos da cidade grande, o que deixava frustrado o seu chefe Clifford ou o Sargento Joe Broadhurst (Terry Carter), que frequentemente acompanhava McCloud em seus casos. Assim era comum ouvir McCloud dar voz de prisão aos vilões com aquele seu sotaque arrastado ou vê-lo sair a cavalo em plena Nova York, perseguindo carros suspeitos.
Era um dos seriados que se revezavam semanalmente no programa criado pela rede NBC, que a princípio foi chamado de "Mistery Movie", no Brasil era chamada de Os Detetives. Os três seriados que se revezavam eram: Columbo, McMillan e McCloud. A maior audiência era de Columbo, mas tanto McMillan quanto McCloud tinham boa aceitação.